# Tajhszing
Tajhszing (egyszerűsített kínai írással: 泰兴, pinjin: Tàixīng) alprefektúra-szintű város Kínában, Csiangszu tartományban. Lakosainak száma 990 200 fő (2022).

## Népesség
| 2020 | 994 445 |
| 2022 | 990 200 |